# Trichomanes venustulum
Trichomanes venustulum là một loài dương xỉ trong họ Hymenophyllaceae. Loài này được Col. mô tả khoa học đầu tiên năm 1880.
Danh pháp khoa học của loài này chưa được làm sáng tỏ. 